# محمد علاء الدين أبو العزائم
محمد علاء الدين ماضي أبو العزائم (ولد في 31 ديسمبر 1943م) شيخ الطريقة العزمية بمصر والعالم الإسلامي ورئيس الاتحاد العالمي للطرق الصوفية المصري. وهو حفيد مؤسس الطريقة العزمية محمد ماضي أبو العزائم.

## حياته
ولد محمد علاء الدين أبو العزائم في القاهرة، وتخرج من كلية العلوم بجامعة أسيوط عام 1967م، متخصصًا في الجيولوجيا. وتولى مشيخة الطريقة العزمية خلفا لشقيقه عز الدين أبو العزائم عام 1994م، وهو عضو في المجلس الأعلى للطرق الصوفية منذ عام 2002م. ترأس أبو العزائم الاتحاد العالمي للطرق الصوفية منذ إنشائه في 3 نوفمير 2013م، كما يترأس حزب التحرير المصري.

## الجدل
يعتبر محمد علاء الدين أبو العزائم، شيخ الطريقة العزمية الشاذلية، من أكثر المشايخ الصوفية المثيرين للجدل والذي له خصوم داخل وخارج الساحة الصوفية. وبعد ثورة 25 يناير أنشأ حزبًا هو حزب التحرير المصري، وأعلن أن أهم مسؤولياته هي تنشئة السياسي المسلم الذي يتحلى بالآداب الصوفية الإسلامية، وحماية التصوف والمتصوفة ممن أسماهم المتطرفين. كما أنشأ الاتحاد العالمي للطرق الصوفية، كجهة عالمية متحدثة باسم التصوف، ودعى مشايخ الطرق الصوفية في مصر والعالم للانضمام إلى الاتحاد. انتقد ذلك حسن القصبي شيخ الطريقة القصبية، وقال أنها: «محاولة لهدم المؤسسات الدينية للدولة، ونشر الأفكار الشاذة والمتطرفة التي تثير الفتنة والبلبلة داخل المجتمع». بينما اتهمه عبد المجيد الشرنوبى شيخ الطريقة الشرنوبية له بأنه شيعى، بسبب بعض تصريحاته المقاربة للمذهب الشيعي. بينما قال حسن القصبي بأن أبا العزائم ناشر للتشيع في مصر، ويجب إيقاف نشاطاته في مجال التقارب بين السنة والشيعة وقد كان أبو العزائم من ضمن أحد عشر شيخًا ذهبوا لزيارة إيران. بينما سخر السيد أبو العزائم من هذا الزعم، وقال بأنه سافر إلى أمريكا أيضاً، فهل هو بذلك عميل للأمريكان؟ أو عميل مزدوج لإيران وأمريكا في وقت واحد؟ وقال أن سبب اتهامه بالتشيع هو احتفاله بمولد الإمام علي والإمام الحسن والإمام الحسين والسيدة فاطمة، لأول مرة في مصر، لإحياء ذكراهم، ولأن محبتهم ليست حكراً على مسلم دون آخر